# USS Vernon County (LST-1161)
El USS Vernon County (LST-1161) fue un buque de desembarco de tanques clase Terrebonne Parish de la Armada de los Estados Unidos. Fue adquirido por la Armada de Venezuela y renombrado ARBV Amazonas (T-21).

## Construcción

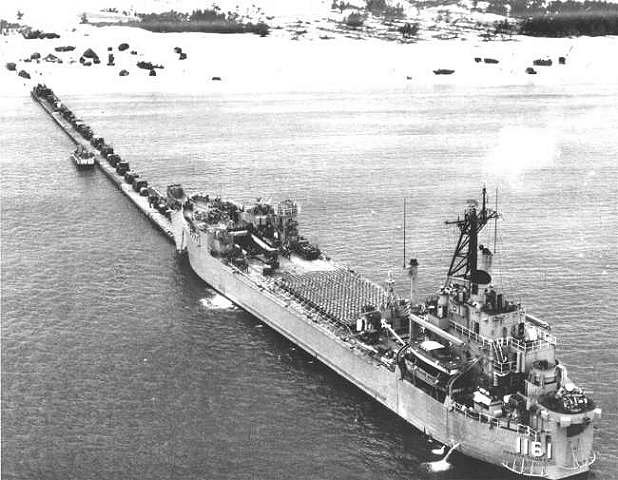
El USS Vernon County en Vietnam del Sur.

El USS Vernon County fue construido por la Ingalls Shipbuilding Corporation en Pascagoula, Misisipi. Fue puesto en gradas el 14 de abril de 1952, fue botado el 25 de noviembre de 1952 y fue comisionado el 18 de mayo de 1953 como USS LST-1161. El 1 de julio de 1955, el buque recibió el nombre de Vernon County.
El buque desplazaba 5700 t, tenía una eslora de 117,1 m, una manga de 16,7 m y un calado de 5,2 m. Era propulsado por cuatro motores diésel General Motors de 6000 bhp, que transmitían a dos hélices. El buque desarrollaba hasta 15 nudos de velocidad.
El armamento consistía en seis cañones de calibre 76 mm distribuidos en tres torres dobles. En cuanto a su capacidad de desembarco, podía cargar cuatro LCVP y 395 tropas.

## Servicio
Tras el incidente del golfo de Tonkín de 1964, el Vernon County embarcó marines y partió a Vietnam. Integró la flota de contingencia hasta su relevo, tras el cual navegó a Yokosuka, Japón. En enero de 1965, el buque regresó a Vietnam para prestar apoyo, después de que el conflicto en este país escalara nuevamente.
El 29 de junio de 1973 fue transferido en préstamo a la Armada de Venezuela, quien lo bautizó como «Amazonas».